# Ahmet Somers
Ahmet Somers, all'anagrafe Ahmet Mark Somers (Smirne, 1959), è un attore turco, noto per aver interpretato il ruolo di Aziz Divit nella serie DayDreamer - Le ali del sogno (Erkenci Kuş) e per quello di Alptekin Bolat nella serie Love Is in the Air (Sen Çal Kapımı).

## Biografia
Ahmet Somers è nato nel 1959 a Smirne (Turchia), e oltre alla recitazione si occupa anche di teatro, in cui ha insegnato anche ai bambini.

## Carriera
Ahmet Somers ha completato i suoi studi dalla scuola primaria a quella superiore a Smirne. Nel giugno 1985 ha completato la sua formazione universitaria presso la facoltà di belle arti del dipartimento di arti dello spettacolo e in quello di teatro e recitazione dell'Università Dokuz Eylü.
Dopo essersi laureato ha iniziato a lavorare nell'Unità per l'infanzia e la gioventù del teatro statale di Ankara. Successivamente ha lavorato presso i teatri statali di Ankara, Bursa e Istanbul per trentun anni. In seguito ha insegnato recitazione, tecniche di regia, drammaturgia creativa e storia del teatro presso il Müjdat Gezen Art Center, dove ha continuato ad insegnare per due anni, in seguito ha lavorato come attore e regista nelle rappresentazioni teatrali dei teatri statali.
La sua prima interpretazione di rilievo è stata nel 1982, quando ha interpretato il ruolo di Engin nella serie Dost eller. Successivamente si sono susseguite altre interpretazioni in film e in serie televisive. Nel 2018 e nel 2019 ha interpretato il ruolo di Aziz Divit nella serie DayDreamer - Le ali del sogno (Erkenci Kuş), mentre nel 2020 e nel 2021 ha interpretato il ruolo di Alptekin Bolat nella serie Love Is in the Air (Sen Çal Kapımı).

## Filmografia

### Cinema
- Vali, regia di Çagatay Tosun (2009)
- Son Istasyon, regia di Ogulcan Kirca (2010)
- Ev, regia di Alper Ozyurtlu e Caner Özyurtlu (2010)
- htr2b: Dönüsüm, regia di Osman Evre Tolga (2012)
- Ask Oyunu, regia di Umut Yüksel (2014)
- Darbe, regia di Yasin Uslu e Yeliz Gurkan (2015)
- Kirik Kalpler Bankasi, regia di Onur Ünlü (2017)

### Televisione
- Dost eller – serie TV (1982)
- Ruhsar – serie TV (1997)
- Yanik koza – serie TV (2005)
- Blue Bird – serie TV (2006)
- Sinif – serie TV (2008)
- Öyle Bir Geçer Zaman ki – serie TV (2011)
- Kurt Kanunu – serie TV (2012)
- Çalıkuşu – serie TV (2013)
- Hatasiz Kul Olmaz – serie TV (2014)
- Yesil Deniz – serie TV (2014)
- Fi – serie TV (2017)
- Payitaht Abdülhamid – serie TV (2018)
- Eskiya Dünyaya Hükümdar Olmaz – serie TV (2018)
- Immortals – miniserie TV (2018)
- Bir Litre Gözyasi – serie TV (2018)
- DayDreamer - Le ali del sogno (Erkenci Kuş) – serie TV (2018-2019)
- Love Is in the Air (Sen Çal Kapımı) – serie TV (2020-2021)
- Bir Zamanlar Kibris – serie TV (2021)

## Teatro
- #Cehennem
- Paşa Paşa Tiyatro Yahut Ahmet Vefik Paşa (2014)
- Alyoşa (2017)
- Kaçış 3: Kıyamete Çağrı (2019)
- Amadeus (2020)

## Doppiatori italiani
Nelle versioni in italiano dei suoi film e delle sue serie TV, Ahmet Somers è stato doppiato da:
- Dario Oppido[13] in DayDreamer - Le ali del sogno[14], in Love Is in the Air[15]